# لوكاس بيك
لوكاس بيك (بالألمانية: Lukas Beck)‏ هو مصور نمساوي، ولد في 1967 في فيينا في النمسا.

## وصلات خارجية
- لوكاس بيك على موقع ميوزك برينز (الإنجليزية)